# Revolta mudéjar de 1264–1266
Revolta mudéjar foi uma rebelião das populações muçulmanas (mudéjares) nas regiões da Baixa Andaluzia e Múrcia na Coroa de Castela entre 1264 e 1266. A rebelião foi uma resposta à política de Castela de realocar populações muçulmanas dessas regiões e foi parcialmente instigada por Maomé I de Granada. Os rebeldes foram ajudados pelo independente Emirado de Granada, enquanto os castelhanos foram aliados de Aragão. No início da revolta, os rebeldes conseguiram capturar Múrcia e Jerez, bem como várias cidades menores, mas foram derrotados pelas forças reais. Posteriormente, Castela expulsou as populações muçulmanas dos territórios reconquistados e encorajou cristãos de outros lugares a estabelecer suas terras. Granada tornou-se vassalo de Castela e pagou uma homenagem anual.

## Fundo
Rebeliões ocorreram durante a Reconquista, a conquista secular de territórios muçulmanos na Península Ibérica (chamada Al-Andalus pelos muçulmanos) por reinos cristãos da parte norte da península. O Islã estava presente na região desde a conquista omíada no século VIII. No início do século XII, a população muçulmana na península era estimada em 5,6 milhões, entre os quais árabes, berberes e indígenas convertidos. Nos séculos seguintes, os reinos cristãos cresceram constantemente em força e territórios, enquanto os muçulmanos declinaram. O início do século XIII foi um período de grandes perdas para os muçulmanos. O Califado Almóada, que havia dominado a Ibéria muçulmana, entrou em lutas dinásticas depois que Abu Iacube Iúçufe II (r. 1213–1223/24) morreu em 1223/24 sem herdeiro. O Alandalus desintegrou-se em vários pequenos reinos ou taifas. Enquanto isso, Fernando III uniu os reinos cristãos de Castela e Leão em 1231, e aproveitando a desunião dos muçulmanos, conquistou vários territórios no sul. Suas conquistas durante esse período incluíram a bacia do Guadalquivir (também conhecida como Baixa Andaluzia) e Múrcia, que tornaram-se os principais centros dessa rebelião.
Em 2 de abril de 1243, a cidade de Múrcia rendeu-se ao infante Afonso (futuro Afonso X), após o que se tornou um vassalo semi-independente de Castela. Jerez, um dos enclaves muçulmanos restantes na Andaluzia, rendeu-se em 1261 após um cerco de um mês. Afonso X havia subido ao trono em 1252, quando, de acordo com o historiador L. P. Harvey, os sujeitos muçulmanos podiam ser amplamente classificados em dois grupos: aqueles da Velha e da Nova Castela, que viveram por vários séculos sob o estável domínio castelhano, em comunidades bem estabelecidas e tinham direitos consagrados nas cartas de suas cidades ou vilas, e os de áreas conquistadas no século XIII, que sofriam de instabilidade política. Muitos foram realocados por seus conquistadores cristãos ou migraram para Granada, governada por muçulmanos e, em alguns casos raros, para o norte de África. As políticas de realocação foram consideradas opressivas pela população muçulmana e levaram a um protesto sendo apresentado ao papa. Essas políticas foram um fator importante na eclosão da rebelião.
No sul da península Ibérica, o Emirado de Granada emergiu sob o domínio de Maomé ibne Alamar. Em 1246, ele concordou em prestar homenagem e jurar lealdade a Castela (então sob o pai de Afonso, Fernando III) em troca da paz. Maomé I usou a paz que se seguiu para consolidar seu reino. Além disso, suas forças participaram de algumas campanhas castelhanas contra outros territórios muçulmanos, incluindo a conquista de Sevilha (1248) e Jerez (1261). No entanto, a posição do califa estava longe de ser inequivocamente pró-Castela. O historiador L. P. Harvey especulou que, após a conquista castelhana do reino muçulmano de Niebla, em 1262, ele se encorajou como o único governante muçulmano independente na Espanha e procurou enfraquecer o controle castelhano sobre seus territórios recentemente conquistados.

## Curso da guerra

### Início da rebelião

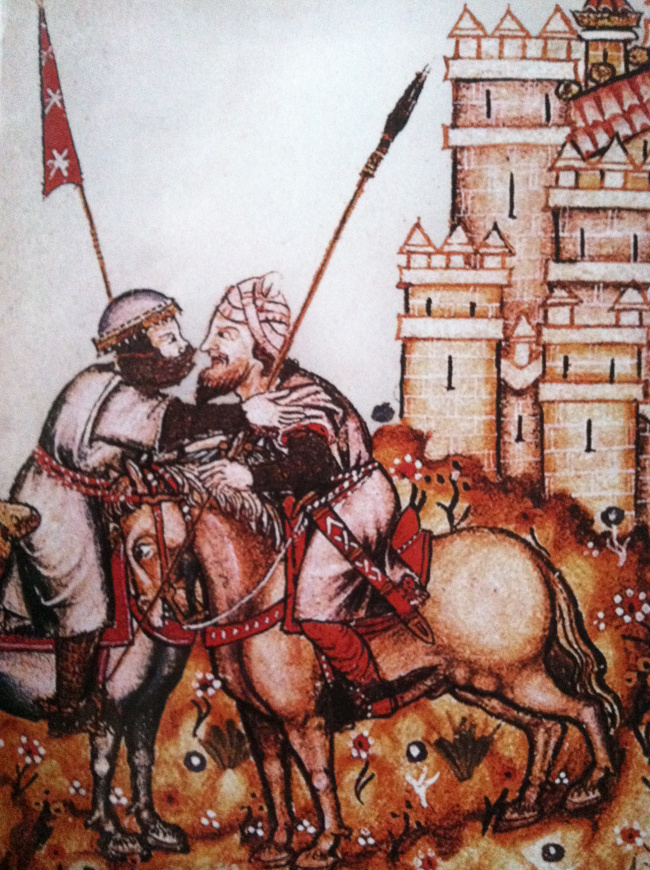
Um guerreiro mouro abraça seu aliado castelhano durante a revolta, tirado das Cantigas de Santa Maria

A revolta começou quase simultaneamente na Baixa Andaluzia e Múrcia. A rebelião provavelmente começou entre abril e junho de 1264, quando o nome de Maomé I foi retirado da lista dos vassalos leais de Afonso X. Um conflito ocorreu em 10 de julho, no qual Granada derrotou as forças castelhanas. Em agosto desse ano, os habitantes muçulmanos de Jerez, ajudados por aliados de Algeciras e Tarifa, atacaram a guarnição real em menor número liderada por Nuño González de Lara. Nuño desmoralizado abandonou seu posto e o alcázar foi tomado em 8 de agosto. Segundo as canções das Cantigas de Santa Maria, os mudéjares capturaram todos os soldados, destruíram a capela de Maria e tentaram queimar uma estátua da santa católica, mas a estátua resistiu milagrosamente às chamas. Os reforços de Sevilha chegaram dois dias depois, mas já era tarde demais.
Depois de Jerez, as cidades de Lebrija, Arcos e Medina-Sidonia, na Baixa Andaluzia, também caíram para os rebeldes. O castelo de Matrera nas proximidades, mantido pelos cavaleiros de Calatrava, foi defendido com sucesso pela guarnição. Em Múrcia, a cidade homônima caiu, assim como Galera, mas Orihuela foi defendida com sucesso pelas forças reais. Os muçulmanos de Múrcia expulsaram a guarnição real da cidade e declararam lealdade a Maomé I, que nomeou Abu Maomé ibne Asquilula como governador. O sogro de Afonso, Jaime I de Aragão, escreveu que "trezentas cidades, grandes vilas e castelos" foram capturados pelos rebeldes e que Alfonso e a rainha Violante escaparam de uma tentativa de assassinato na capital, Sevilha. No entanto, Afonso não mencionou nenhuma tentativa de assassinato, e o relato de Jaime pode ter sido um exagero.
O Emirado de Granada, cujas forças seriam posteriormente reforçadas por voluntários do norte da África, apoiou totalmente a rebelião. Tropas muçulmanas adicionais do norte da África tentaram um desembarque no estuário de Guadalquivir, mas foram repelidas por Afonso. Por fim, as tropas do norte da África não tiveram um papel significativo na guerra. Muçulmanos da Antigo e Nova Castela, como os de Ávila, Burgos, Arévalo e Madrid, que estavam sob o domínio castelhano há gerações e não sofriam com a política de realocação de Afonso, em grande parte não aderiram à rebelião.

### Contra-ataque de Castela
As forças castelhanas contra-atacaram marchando sobre Jerez, uma importante cidade-guarnição, recapturando-a no final de 1264 (possivelmente em 9 de outubro), após um cerco. As cidades controladas pelos rebeldes de Vejer, Medina-Sidonia, Rota e Sanlúcar de Barrameda também caíram para as forças reais. Os muçulmanos das cidades retomadas foram expulsos, as mesquitas de Jerez foram convertidas em igrejas e a região foi colonizada por cristãos de outros lugares. Enquanto isso, a rainha Violante pediu ajuda a seu pai, o rei Jaime I de Aragão, que inicialmente relutou em fornecer apoio, mas acabou concordando.

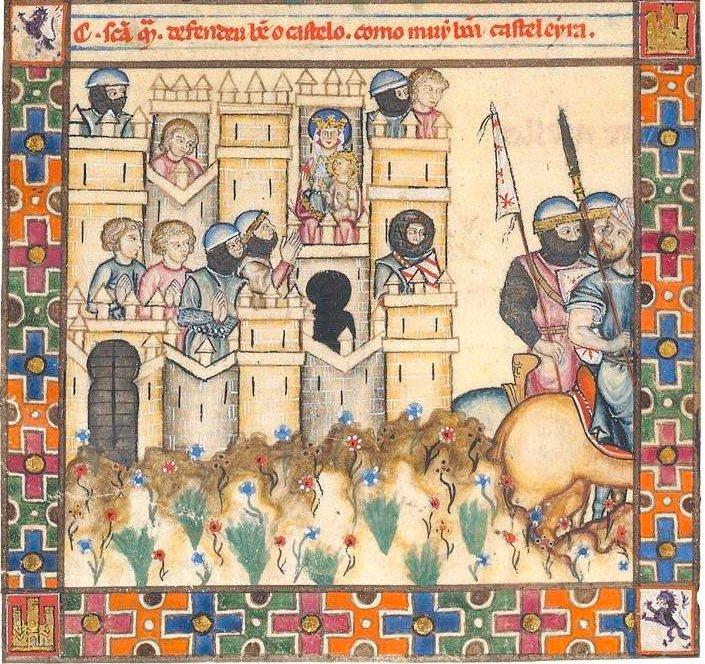
O cerco do castelo de Chincoya durante a rebelião. De acordo com as Cantigas de Santa Maria, as tropas granadinas que cercavam o castelo recuaram depois que os defensores colocaram uma estátua da Virgem Maria nas muralhas (ilustração).

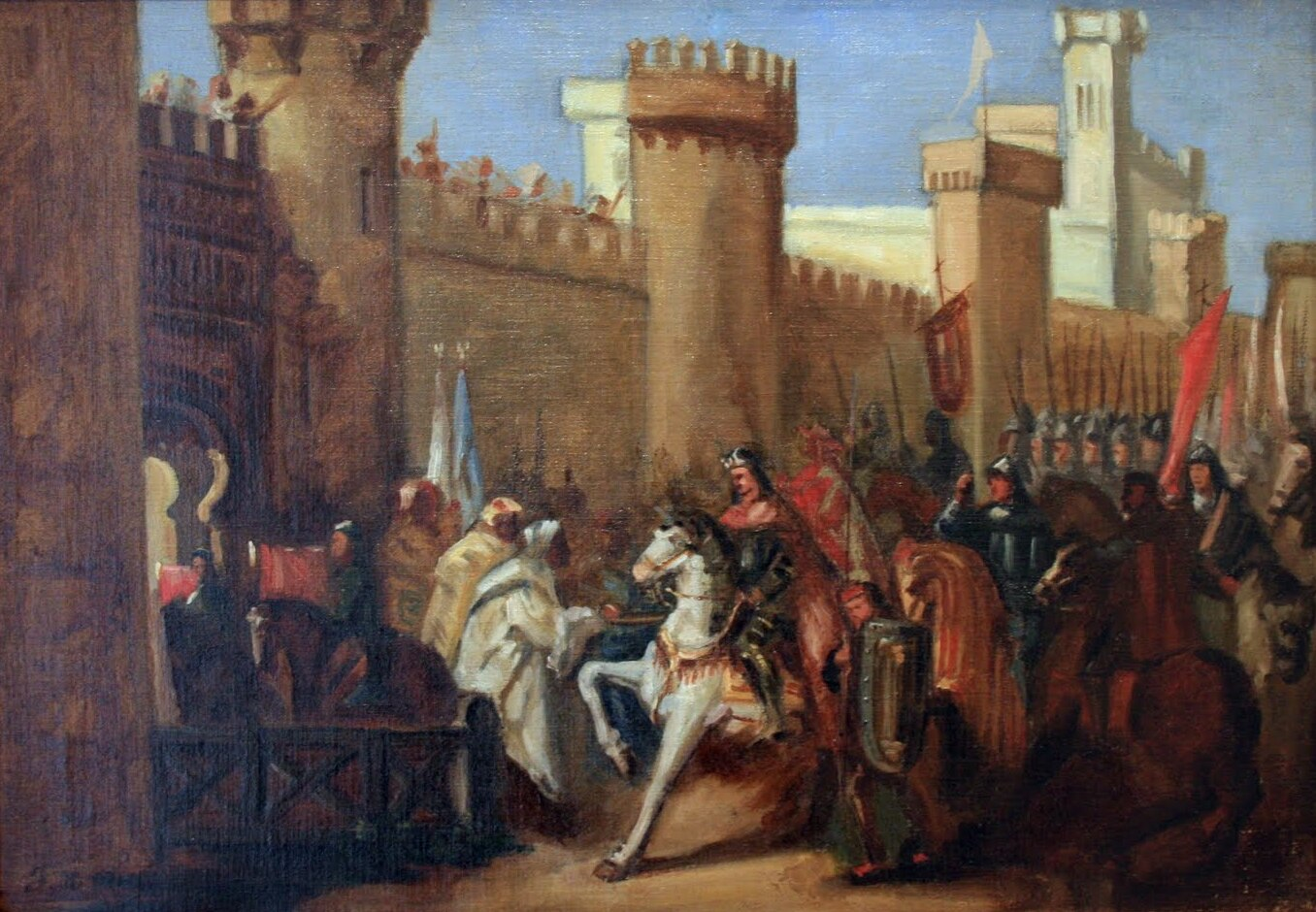
Jaime I de Aragão entrando em Múrcia após a rendição dos rebeldes, fevereiro de 1266

Mesmo com a queda de Jerez e outras cidades, as forças granadinas ainda estavam atacando ativamente as posições castelhanas. As Cantigas mencionam um cerco granadino malsucedido ao castelo de Chincoya, supostamente depois que uma estátua da Virgem Maria colocada nas muralhas desencorajou os granadinos de atacar. Apesar do fracasso em Chincoya, Maomé I provavelmente conquistou muitos castelos mal defendidos ao longo da fronteira. Em resposta à ameaça granadina, cidades na Alta Andaluzia estabeleceram um pacto de fraternidade em Andújar em 26 de abril de 1265, jurando cooperação e uma defesa comum.
Enquanto isso, Afonso começou os preparativos para invadir o emirado islâmico. Ele abriu comunicação com os Banu Asquilula, uma família poderosa dentro do emirado em conflito com a dinastia nacérida governante. No início de 1265, uma grande batalha ocorreu entre Afonso e Maomé e terminou com uma importante vitória de Castela. O rei católico posteriormente invadiu Granada no final da primavera de 1265 e no verão estava acampado nas planícies do emirado. Suas forças invadiram o território de Granada, incluindo Alcalá la Real, a 64 km da capital do emirado.

### Conquista aragonesa de Múrcia
Embora Jaime I tenha concordado em ajudar Castela, inicialmente ele foi atrasado por negociações com seus nobres. As Cortes Catalãs concordaram em aumentar os impostos para a campanha em julho de 1264, mas o parlamento de seu outro domínio, as Cortes Aragonesas, inicialmente rejeitaram a campanha quando se reuniram em novembro. O rei passou os meses seguintes convencendo os senhores aragoneses antes que eles consentissem em apoiar sua campanha. Em maio de 1265, o Arcebispo de Estragão e o Bispo de Valência começaram a pregar as cruzadas. No final do verão, o Infante Pedro invadiu o campo controlado pelos rebeldes. Em outubro, o próprio Jaime liderou as forças aragonesas para invadir Múrcia, controlada pelos rebeldes.
Enquanto o exército de Jaime avançava em Múrcia, as cidades dominadas por muçulmanos na região - incluindo Vilhena, Elda, Petrer, Orihuela - se rendiam às suas forças. Granada enviou uma coluna de 2 800 homens para socorrer Múrcia, mas foi derrotada pelas tropas aragonesas. Em 2 de janeiro de 1266, O rei aragonês sitiou a cidade. Depois de escaramuças e negociações, Múrcia se rendeu em 31 de janeiro. Jaime entrou na cidade em 3 de fevereiro de 1266, e uma mesquita foi reconsagrada como igreja (mais tarde Catedral de Múrcia), onde seus sacerdotes celebraram missa. Com Múrcia assegurada, Jaime voltou ao seu reino em março e não participou mais da guerra.

### Fim da guerra
Ainda em 1266, os Banu Asquilula se rebelaram contra Maomé I de sua fortaleza em Málaga. Ofereceram aliança a Afonso X, que respondeu prometendo protegê-los pessoalmente e enviou uma força de 1 000 homens sob o comando de Nuño González de Lara para defender a cidade. Em troca, os Banu Asquilula poderiam ter prometido ceder Antequera, Archidona e Marbella a Castela. Há uma falta de registro sobre batalhas ou operações militares deste ponto em diante, mas parecia que a aliança entre Castela e os Banu Ashqilula estava ganhando vantagem.
Com seus aliados derrotados e enfrentando inimigos em duas frentes, Maomé I pediu a paz. Ele e seu filho (o futuro Maomé II) concluíram um tratado em Alcalá la Real, com o califa concordando em se tornar vassalo do rei de Castela e pagar um tributo de 250 000 maravedis por ano. As fontes variam na data deste tratado. A Crônica Real de Afonso X datou-a em 1265, mas o historiador moderno Joseph F. O'Callaghan considerou esta data "confusa". O Al-Bayan al-Mughrib do historiador marroquino Ibne Idari (escrito em 1312) datou o tratado em 665 AH, o que corresponde a um intervalo entre outubro de 1266 e setembro de 1267. O'Callaghan datou-o em 1267, possivelmente final de maio ou início de junho, enquanto outro historiador, Simon R. Doubleday, datou-o no final de agosto ou início de setembro de 1266.

## Rescaldo
O fracasso da rebelião teve consequências desastrosas para os muçulmanos na Andaluzia e em Múrcia. Castela anexou esta — que era semi-independente desde 1244 — completamente, exceto Orihuela e Elche, que foram anexadas por Aragão. Os vencedores impuseram punições severas nos territórios rebeldes, incluindo expulsão em massa e limpeza étnica. Afonso pagou cristãos de outros lugares para colonizar as terras anteriormente muçulmanas, e as mesquitas foram reconsagradas como igrejas. Deste ponto em diante, os muçulmanos eram quase inexistentes na Andaluzia. Em Múrcia, a grande população muçulmana permaneceu com seus direitos religiosos garantidos, mas foi forçada a se mudar para o subúrbio de Arrixaca, e suas casas e terras na cidade foram divididas entre colonos cristãos. Com o tempo, Afonso reduziu a parcela de terras alocada aos muçulmanos.
Em Granada, a rebelião teve consequências mistas. O emirado sofreu uma pesada derrota e teve que prestar uma enorme homenagem a Castela, significativamente maior do que o que pagava antes da rebelião. No entanto, a assinatura do tratado garantiu sua sobrevivência e Granada emergiu como o único estado muçulmano independente da península. Os muçulmanos expulsos por Castela emigraram para lá, fortalecendo a população do emirado.
Para Castela, a revolta, que quase teve sucesso, foi uma grave ameaça ao governo de Afonso e abalou sua autoconfiança. Nos anos após a rebelião, ele realizou pouco e, posteriormente, a rebelião começou a ser fomentada entre seus nobres, incluindo aqueles que se refugiaram em Granada. A presença do emirado em suas fronteiras ao sul também complicou seus esforços para lançar uma cruzada na África. O pagamento de tributos de Granada tornou-se uma fonte de renda e um grande problema, porque a inflação resultante reduziu a receita efetiva dos nobres castelhanos e tornou mais difícil atrair colonos por meio de pagamentos. O rei permaneceu em Jerez até o final de 1268, supervisionando o assentamento cristão dos territórios e tentando conter a inflação.
Os mudéjares da Velha e da Nova Castela, muitos dos quais não aderiram à rebelião, não foram afetados pela expulsão imposta nos territórios rebeldes. No entanto, a comunidade tornou-se menos proeminente do que antes, aceitando que a discrição e o status de segunda classe eram o preço a ser pago para garantir a sobrevivência.